# Festival Internacional de Cinema de Sant Sebastià 2006
La 54 edició del Festival Internacional de Cinema de Sant Sebastià va tenir lloc entre el 21 i el 30 de setembre de 2006. La cerimònia d'apertura fou presentada per Edurne Ormazabal i Marisa Paredes i la de clausura per Edurne Ormazabal i Ernesto Alterio.
El millor nivell mitjà de les pel·lícules presentades en la Secció Oficial, encara que cap va arribar a destacar de forma indubtable, va portar a un balanç positiu d'aquesta edició, i al lliurament de dues Conquilles d'Or ex aequo. El director iranià Bahman Ghobadi es va convertir en el cinquè director de la història del certamen a haver aconseguit dos Conquilles d'Or.

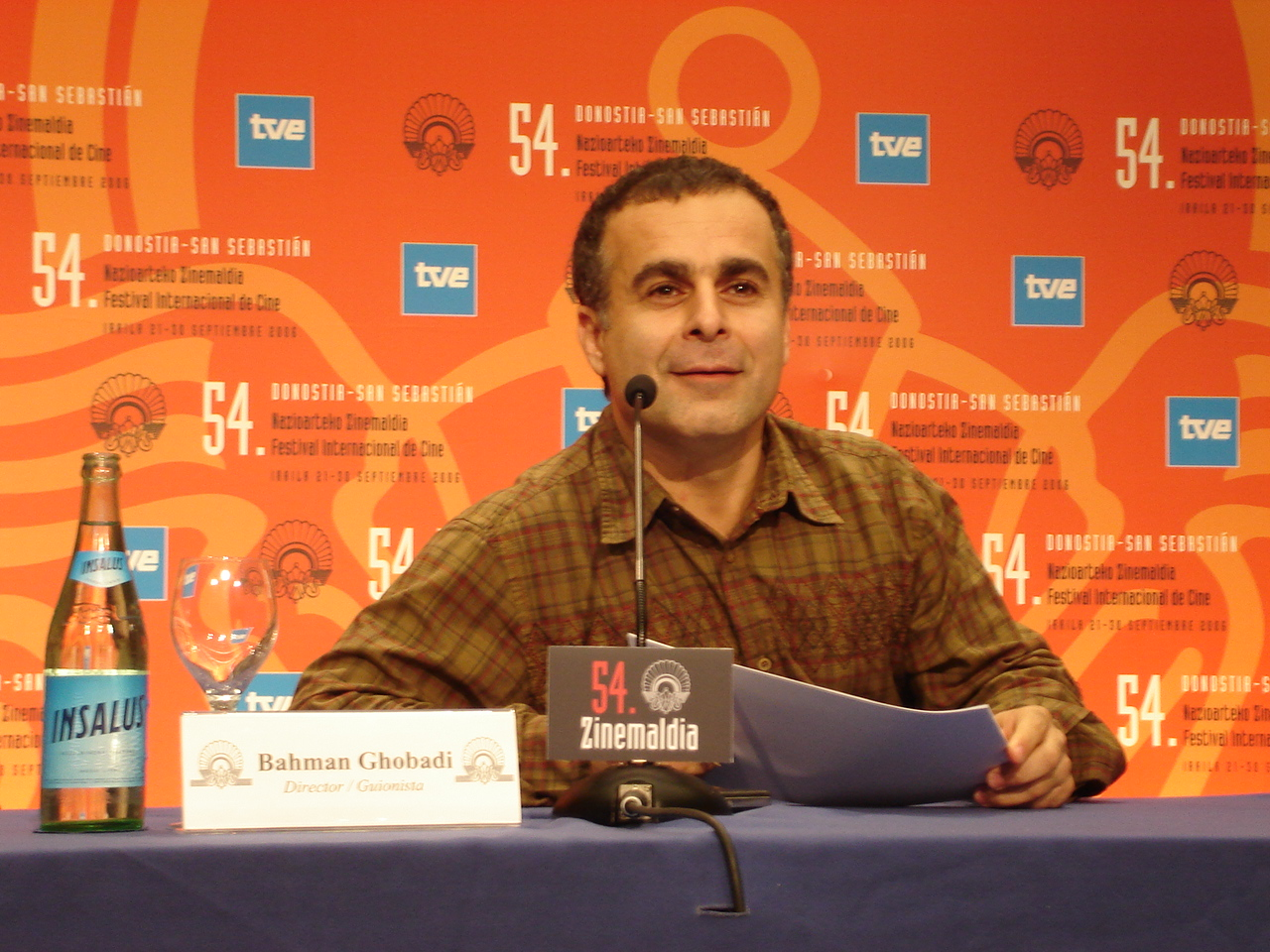
Bahman Ghobadi, conquilla d'Or

## Jurats

### Jurat de la Secció Oficial

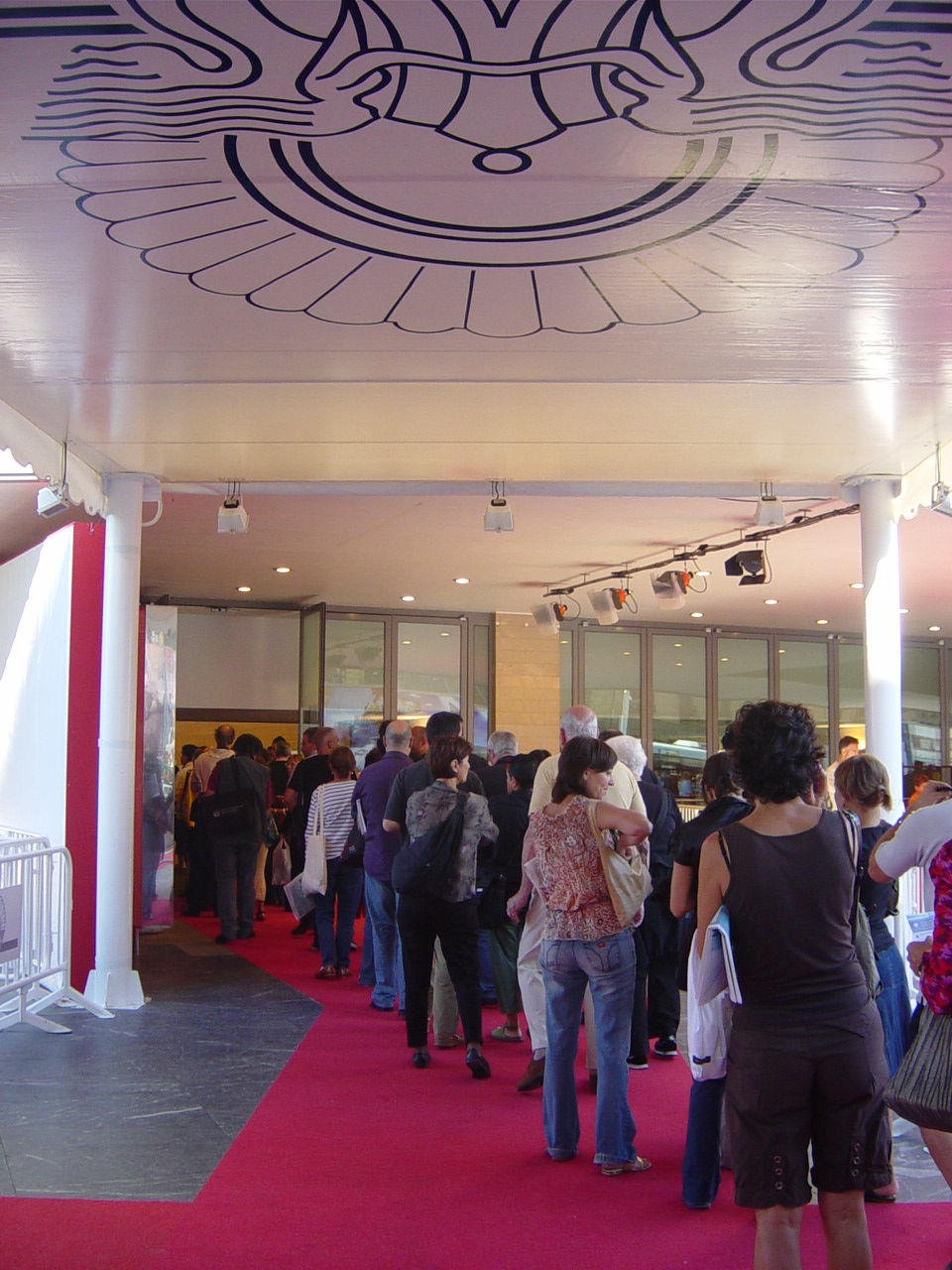
Entrada a una sessió matinal de la 54a edició al Kursaal.

| Jurat                     | País         | Professió  | Jurat                | País     | Professió               |
| ------------------------- | ------------ | ---------- | -------------------- | -------- | ----------------------- |
| Jeanne Moreau: presidenta | França       | Actriu.    |                      |          |                         |
| Bruno Barreto             | Brasil       | Director.  | Bruno Ganz           | Suïssa   | Actor.                  |
| Isabel Coixet             | Espanya      | Directora. | Manuel Gómez Pereira | Espanya  | Director.               |
| Sara Driver               | Estats Units | Directora. | José Saramago        | Portugal | Escriptor, Premi Nobel. |

### Jurat del Premi Altadis- Nous Directors
- Patricia Reyes Spíndola, directora, presidenta del jurat.  Mèxic
- Gilbert Adair, novel·lista, poeta, guionista i crític de cinema.
- Carlos Losilla, assagista, crític cinematogràfic i literari i professor universitari ( Espanya).
- Susana de Moraes, directora, productora i actriu ( Brasil).
- Per Nielsen, productor ( Dinamarca).
- Martine Offroy, periodista ( França).
- Kirmen Uribe, escriptor ( Espanya).

Aquest mateix Jurado atorgarà el Premi Montblanc de Nous Guionistes.

### Jurat del PremiHorizontes
- Román Chalbaud, autor i director teatral, president del jurat. ( Veneçuela)
- Lola Millás, Directora de la Filmoteca del Ministeri d'Afers Exteriors i de Cooperació d'Espanya ( Espanya).
- Jorge Ruffinelli, crític de cinema ( Uruguai).

## Pel·lícules

### Secció Oficial
(16 pel·lícules a concurs)
| Pel·lícula                    | Director               | País                                                                                                   |
| ----------------------------- | ---------------------- | --- |
| El camino de San Diego        | Carlos Sorín           | Argentina                                                                                              |
| Copying Beethoven             | Agnieszka Holland      | Estats Units Regne Unit Hongria                                                                        |
| Delirious                     | Tom DiCillo            | Estats Units                                                                                           |
| Forever                       | Heddy Honigmann        | Països Baixos                                                                                          |
| Ghosts                        | Nick Broomfield        | Regne Unit                                                                                             |
| Hana yori mo naho             | Hirokazu Kore-eda      | Japó                                                                                                   |
| Karaula/ The Border Post      | Rajko Grlić            | Croàcia Bòsnia i Hercegovina Macedònia del Nord · Eslovènia Sèrbia Regne Unit · Hongria Àustria França |
| Lo que sé de Lola             | Javier Rebollo         | Espanya França                                                                                         |
| Mon fils à moi                | Martial Fougeron       | França                                                                                                 |
| Nîwe Mang                     | Bahman Ghobadi         | Iran Iraq Àustria França                                                                               |
| Orae doin jung won            | Im Sang-Soo            | Corea del Sud                                                                                          |
| Si le vent soulève les sables | Marion Hänsel          | Bèlgica França                                                                                         |
| Sleeping Dogs Lie             | Bobcat Goldthwait      | Estats Units                                                                                           |
| {The Tiger's Tail             | John Boorman           | Regne Unit Irlanda                                                                                     |
| Vete de mí                    | Víctor García León     | Espanya                                                                                                |
| Las vidas de Celia            | Antonio Chavarrías     | Espanya Mèxic                                                                                          |
| Fora de concurs:              |                        | |
| Direktøren for det hele       | Lars von Trier         | Dinamarca Suècia França                                                                                |
| Más allá del espejo           | Joaquim Jordà i Català | Espanya                                                                                                |
| Lonely Hearts                 | Todd Robinson          | Estats Units                                                                                           |

### Zabaltegi

#### Perlak

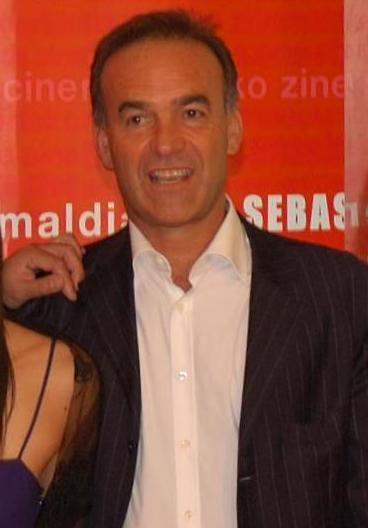
Inauguració de la 54a edició:
el director Nick Broomfield en la catifa vermella del Kursaal, acompanyat per la protagonista de la seva pel·lícula Ghosts, abans de la seva projecció.

(11 pel·lícules)
| Pel·lícula                     | Director                                                                                              | País                        |
| ------------------------------ | --- | --------------------------- |
| Babel                          | Alejandro González Iñárritu                                                                           | Estats Units                |
| Bamako                         | Abderrahmane Sissako                                                                                  | França Mali Estats Units    |
| Belle toujours                 | Manoel de Oliveira                                                                                    | Portugal                    |
| Children of men                | Alfonso Cuarón                                                                                        | Regne Unit Estats Units     |
| Crónica de una fuga            | Israel Adrián Caetano                                                                                 | Argentina                   |
| Petita Miss Sunshine           | Jonathan Dayton i Valerie Faris                                                                       | Estats Units                |
| Neil Young: Heart of Gold      | Jonathan Demme                                                                                        | Estats Units                |
| Paris, je t'aime               | Joel i Ethan Coen, Isabel Coixet, Gus Van Sant, Alfonso Cuarón, Olivier Assayas, Alexander Payne, etc | França Liechtenstein Suïssa |
| Dixie Chicks: Shut Up and Sing | Barbara Kopple i Cecilia Peck                                                                         | Estats Units                |
| Vitus                          | Fredi M. Murer                                                                                        | Suïssa                      |
| El diable es vesteix de Prada  | David Frankel                                                                                         | Estats Units                |

#### Nous Directors
- 53 días de invierno, de Judith Colell ( Espanya)
- Ang daan patungong kalimugtong, de Mes de Guzman ( Filipines)
- Born (Children), de Ragnar Bragason ( Islàndia)
- Bosque de sombras (The backwoods), de Koldo Serra ( Espanya/ Regne Unit/ França)
- Cashback, de Sean Ellis ( Regne Unit)
- La distancia, d'Iñaki Dorronsoro ( Espanya)
- Emma’s bliss, de Sven Taddicken ( Alemanya)
- Fair play, de Lionel Bailliu ( França/ Bèlgica/ Txèquia)
- Familia Tortuga, de Rubén Imaz Castro ( Mèxic)
- Kunsten at græde i kor (The art of crying), de Peter Schønau Fog ( Dinamarca)
- Kutsidazu Bidea, Ixabel, de Fernando Bernués i Mireia Gabilondo ( Espanya)
- Mei man ren sheng (Singapore dreaming), de Yen Yen Woo i Colin Goh ( Singapur)
- Ji quan bu ning (One foot off the ground), de Chen Daming ( R.P. de la Xina)
- Proibido proibir, de Jorge Durán ( Brasil)
- The sensation of sight, d'Aaron J. Wiederspahn ( Estats Units)
- Sonner (Sons), d'Erik Richter Strand ( Noruega)
- Vísperas, de Daniela Goggi ( Argentina)
- Wir werden uns wiederseh'n (So long!), de Oliver Paulus i Stefan Hillebrand ( Suïssa)

#### Zabaltegi-Especials
- Agian, d'Arkaitz Basterra Zalbide ( Espanya)
- Nomadak TX, de Harkaitz Martínez i Igor Otxoa ( Espanya)
- Noticias de una guerra, d'Eterio Ortega ( Espanya)
- El productor, de Fernando Méndez Leite ( Espanya)
- La silla de Fernando, de David Trueba i Luis Alegre ( Espanya)
- Hécuba, un sueño de pasión, de José Luis López-Linares i Arantxa Aguirre ( Espanya)

### Horizontes Latinos

#### Selecció Horizontes
- Os 12 trabalhos, de Ricardo Elías ( Brasil)
- El custodio, de Rodrigo Moreno ( Argentina/ Alemanya/ França/ Uruguai)
- Esas no son penas, de Anahí Hoeneisen i Daniel Andrade ( Equador)
- Fuera del cielo, de Javier Patrón "Fox" ( Mèxic)
- Glue (Historia adolescente en medio de la nada), d'Alexis dos Santos (( Argentina/ Regne Unit)
- Lo más bonito y mis mejores años, de Martín Boulocq ( Bolívia/ Estats Units)
- Meteoro, de Diego de la Texera ( Brasil/ Puerto Rico/ Veneçuela)
- Morirse en domingo, de Daniel Gruener ( Mèxic)
- La perrera, de Manolo Nieto ( Uruguai/ Argentina/ Canadà/ Espanya)
- La punta del diablo, de Marcelo Paván ( Argentina/ Veneçuela/ Uruguai)
- Rabia, de Oscar Cárdenas Navarro ( Xile)
- El rey de San Gregorio, de Alfonso Gazitúa Gaete ( Xile/ Suïssa)
- Sonhos e desejos/Dancing in utopia, de Marcelo Santiago ( Brasil/ Portugal)
- Suspiros del corazón, de Enrique Gabriel ( Espanya/ Argentina)
- El telón de azúcar, de Camila Guzmán Urzúa ( França/ Cuba/ Espanya)
- El violín, de Francisco Vargas Quevedo ( Mèxic)
- El Caracazo, de Román Chalbaud ( Veneçuela) (fora de concurs)

#### Made in Spain
- Los 2 lados de la cama, d'Emilio Martínez-Lázaro ( Espanya)
- Los aires difíciles, de Gerardo Herrero ( Espanya)
- AzulOscuroCasiNegro, de Daniel Sánchez Arévalo ( Espanya)
- Bienvenido a casa, de David Trueba ( Espanya)
- La buena voz, d'Antonio Cuadri ( Espanya)
- Cuadernos de contabilidad de Manolo Millares, de Juan Millares Alonso ( Espanya)
- La dama boba, de Manuel Iborra ( Espanya)
- Dies d'agost, de Marc Recha ( Espanya)
- Estrellas de la línea, de Chema Rodríguez ( Espanya)
- Honor de cavalleria, d'Albert Serra ( Espanya)
- Isiltasun Kalea, de Juan Miguel Gutiérrez ( Espanya)
- La leyenda del tiempo, d'’Isaki Lacuesta ( Espanya)
- Los managers, de Fernando Guillén ( Espanya)
- Pobladores, de Manuel García Serrano ( Espanya)
- Remake, de Roger Gual ( Espanya/ Argentina)
- Segundo asalto, de Daniel Cebrián ( Espanya)
- La silla, de Julio Wallovits ( Espanya)
- Tirante El Blanco, de Vicente Aranda ( Espanya/ Regne Unit)
- El triunfo, de Mireia Ros ( Espanya)
- Veinte años no es nada, de Joaquín Jordá ( Espanya)
- La vida secreta de las palabras, d'Isabel Coixet ( Espanya)
- Volver, de Pedro Almodóvar ( Espanya)
- La zona, de Carlos Rodríguez ( Espanya)
- Zulo, de Carlos Martín Ferrero ( Espanya)
- 20 anys de "Documentos TV":

Bienvenido Mister Kaita, d'Albert Albacete ( Espanya)
Muerte de una puta, de Harmonía Carmona ( Espanya)

#### Cinema en construcció
- A casa de Alice, de Chico Teixeira ( Brasil)
- El cielo elegido, de Víctor González ( Argentina)
- Fiestapatria, de Luis R. Vera ( Xile)
- Una novia errante, d'Ana Katz ( Argentina)
- Párpados azules, d'Ernestro Contreras ( Mèxic)
- A Via Lactea, de Lina Chamie ( Brasil)

### Cinema en moviment
Secció que es va estrenar en aquesta edició i tenia com a objectiu afavorir la projecció internacional de cineastes del Magrib i
dels països africans de parla portuguesa.

#### Projectes per escrit
- Entre parenthèses, de Hicham Falah i Mohamed Chrif Tribak ( Marroc)
- Les larmes d'argent, de Mourad Boucif ( Marroc/ Bèlgica)
- Mascarades, de Lyes Salem ( França/ Argentina)

#### Pel·lícules en fase de rodatge
- L'Autre moitié du ciel, de Kalthoum Bornaz ( Tunísia)
- Ne reste dans l'Oued que ses galets, de Jean-Pierre Lledó ( França/ Argentina)
- Vivantes, de Saïd Ould-Khelifa ( Argentina/ França)

### Sessions del Velódromo
- World Trade Center, d'Oliver Stone ( Estats Units)
- Click, de Frank Coraci ( Estats Units)
- Llach: la revolta permanent, de Lluís Danés ( Espanya)

### Retrospectives
- Retrospectiva Clàssica: Ernst Lubitsch
- Retrospectiva Contemporània: Barbet Schroeder
- Retrospectiva Temàtica: Emigrants (amb pel·lícules de directors com Luchino Visconti, Louis Malle, Bille August, Imanol Uribe, els germans Dardenne, Bernardo Bertolucci, Icíar Bollaín, Michael Winterbottom, etc).

## Palmarès

### Premis oficials
- Conquilla d'Or ex aequo:
  - Niwe mang / Half moon de Bahman Ghobadi;
  - Mon fils à moi de Martial Fougeron.
- Premi Especial del Jurat: El camino de San Diego, de Carlos Sorín
- Conquilla de Plata al millor director: Tom DiCillo per Delirious
- Conquilla de Plata a la millor actriu: Nathalie Baye per Mon fils à moi
- Conquilla de Plata al millor actor: Juan Diego per Vete de mí
- Premi del jurat a la millor fotografia: Nigel Bluck per Niwemang/Half moon
- Premi del jurat al millor guió: Tom Dicillo per Delirious

### Premi Donostia
- Matt Dillon
- Max von Sydow[10]